# Centropages yamadai
Centropages yamadai är en kräftdjursart. Centropages yamadai ingår i släktet Centropages och familjen Centropagidae. Inga underarter finns listade i Catalogue of Life.